# 小陶爾喬
小陶爾喬是匈牙利的城鎮，位於該國北部，由佩斯州負責管轄，面積11.02平方公里，鎮上有多處考古遺址，2011年人口11,703，其中約一半居民信奉天主教。

## 外部連結
- Official Website （匈牙利文）

47°32′52″N 19°15′48″E / 47.54783°N 19.26343°E